# 藤井澄二
藤井 澄二（ふじい すみじ、1920年（大正9年）12月14日 - 2004年（平成16年）1月30日）は、機械工学を専門とする日本の研究者、教育者。工学博士（東京大学）、東京大学名誉教授、東京電機大学名誉教授。振動工学、車両工学、人間工学、安全工学、制御工学、ロボット工学など、多岐にわたる実績があり、富山県立大学では初代学長を務めた。紫綬褒章、従三位勲二等瑞宝章。
東京帝国大学助教授、東京大学教授、工学部長、東京電機大学教授、理事、理工学部長、富山県立大学学長を務めると共に、日本機械学会会長、日本ロボット学会会長、日本IFToMM会議実行委員長も歴任した。1960年代半ばから1970年代の東京大学藤井研究室におけるロボット研究は、その後のロボット制御のほとんどの基がここにあるとも言われている。

## 生涯

### 生誕から終戦まで
1920年に神奈川県横浜市神奈川区でクリスチャンの家庭の8人兄弟の4番目に生まれる。小さいころから自然科学系の読書や、機械・実験装置づくりが好きな子供であった。府立高等學校を卒業後、1942年9月に東京帝国大学を短縮卒業した。兵役により召集され、陸軍中尉として第二陸軍航空技術研究所で航空機のエンジン開発などに従事する。この時担当した航空機用エンジン過給機の開発実験において、自励振動のサージングに悩まされる。

### 流体による自励振動の研究
終戦後、東京帝国大学航空研究所（後に理工学研究所へ改組）に嘱託で勤務し、1947年に東京帝国大学工学部機械工学科助教授となる。この間、遠心式ポンプの安定性およびサージングについて研究を行い、4報に渡る論文としてまとめている。1949年に八ツ沢水力発電所で起きた圧力鉄管破損事故においては、弁の漏水によるウォーターハンマー（水槌）が原因であることを解明している。
これら振動工学の研究成果をまとめ、1949年に工学博士（東京大学）を取得した。また、1953年にマサチューセッツ工科大学に滞在した時には機械振動の権威、デン・ハルトック教授の薫陶を受けている。このように熱や流体により機械やプラントに起こる自励振動の研究で実績があり、自身や研究室での経験を元にした講義のビデオが日本機械学会から出版されている（節「講義ビデオ」参照）。

### 東京大学藤井澄二研究室
当初は制御工学の講座ができるということで助教授に就任したが、実際は車両工学の講座ができたため、藤井は制御工学と車両工学双方の研究を行った。車両工学の研究は自動車の振動問題や車両のだ行動の研究に加え、人間を含めた制御系など、人間工学、制御工学も関連した研究に発展した。また、架線・パンタグラフ系の設計法を提案し、東海道新幹線の実現に貢献している。
1956年には教授に昇任し、同大学の評議員、工学部長、総長特別補佐などを務めていく。また、国際自動制御連盟（自動制御の国際組織）や人間工学会において、教育カリキュラムを検討する委員会でも活躍した。
東京大学の機械工学科に原子力の研究会ができ、藤井も炉の制御や放射性物質を扱うマニピュレータについて考えるようになった。マニピュレータの遠隔制御ではスレイブ側の反力をマスター側に返す必要があり、双動のあるバイラテラルサーボの研究を行うようになった。これが後にロボット研究に発展する。1965年頃から論理機械や計算機による人工の手の研究を開始し、1970年代には双腕マニピュレータの目標値修正制御、座標変換による書字動作、動的制御（速度のある制御、くぎ打ちロボットなど）、視覚認識、移動ロボットの制御などの研究が行われた。この時期の藤井澄二研究室は、後のロボット制御のほとんどの基があると言われる程の実績を上げた。
社会的活動として、機構と機械の国際組織IFToMMに日本も参加するため、早稲田大学の加藤一郎教授や電気通信大学の石川二郎教授とともに、1978年に日本IFToMM会議を立ち上げている。更に1980年には、第58期の日本機械学会会長を務めた。行政関係においても、研究行政、産業技術行政、運輸技術行政、防災技術行政（消防庁、東京都）、交通機関における安全化と高速化の技術開発といったプロジェクトに参画し、指導的な役割を担った。

### 東京電機大学 - 富山県立大学 - 死去
1981年に東京電機大学教授に就任、同大学大学院理工学研究科委員長、理事、理工学部長を歴任した。研究では高速画像処理、多項目同時処理、高速動作を特徴とするキャッチングロボット、異構造マスターアームやリモートティーチングを特徴とするリモートマニピュレータなどの研究に取り組み、極限作業ロボットの分科会にも参加している。1983年には日本ロボット学会の初代会長にも就任し、1期2年務めている。
1987年より富山県立大学の創設準備委員会委員長として尽力し、1990年から1996年まで同大学の初代学長を務めた。同大学の短期大学部に専攻科が出来る際には、担当者に適切な指示を出している。2004年1月30日に神奈川県横浜市青葉区の福祉施設にて急性心不全のため逝去し、目黒区の大円寺で葬儀が執り行われた。享年83。なお、遺言による寄付金100万円によって、日本IFToMM会議に若手育成基金「Young Investigator fund」が設立された。これにより、年1回のシンポジウムでBest Paper Award（Finalist 3件）が出されるようになった（Finalist 3件）。

## 人物
カトリックで兄弟の多い家庭に生まれ育ち、バンカラの気風を排した旧制府立高等学校出身であり、戦争も経験した藤井は温厚な人柄で知られていた。実績を上げながらも粛々と研究を進める姿勢に尊敬を受けることもあった。
講義では、何も持ち込まずにいきなり黒板に式を書き始め、それでも分かりやすく面白い講義だったと言われている。また、東京電機大学では理工学部に大学院ができたばかりであり、大学院の講義に受講生が一人という時代もあった。当時の学生である大島徹（後の富山県立大学教授、二関節筋を応用した研究で有名）は、分からないところを深夜まで指導してもらったと回想している。
東京大学では学生主体で研究を進めさせるスタイルで、学生の心配を他所に「まあ、やってみようよ。」とよく言っており、博士課程の学生にはあえて単著で責任を持って原著論文を執筆・投稿させることもあった。しかし学生よりも研究を深く認識しており、井上博允は学位審査前日に研究の意義を完璧に指摘されて感服していた。
また、研究指導では手を抜かない厳しい一面もあり、大島徹は予備審査から1年以上に渡り再実験や論文修正をさせられており、学位取得時にも「君を研究者として認めたのではなく、研究者のスタートラインに立つのを認めただけです」と言われている。

## 略歴
- 1942年9月 - 東京帝国大学第一工学部 機械工学科[7] 短縮卒業、東部第102部隊召集[5]
- 1943年 - 第二陸軍航空技術研究所（陸軍中尉）[5]
- 1945年 - 東京帝国大学航空研究所（後、理工学研究所に改組） 嘱託勤務[5]
- 1947年7月 - 東京帝国大学第一工学部（後、東京大学工学部） 機械工学科 助教授[5][7]
- 1949年7月 - 工学博士（東京大学）[5]
- 1953年9月 - マサチューセッツ工科大学客員教授（フルブライト・プログラムによる留学、1954年8月まで）[7][5]
- 1956年 - 東京大学工学部 教授[41][7]
退官までに、大学院協議会委員[5]、評議員[5]、工学部長（1978年）[41]、総長特別補佐（1980年）[41]を歴任。
- 1981年3月 - 東京大学 定年退官（同年5月より名誉教授）[7]
- 1981年4月 - 東京電機大学 教授[7]
退官までに、東京電機大学院理工学研究科委員長、理事、理工学部長（1985年）[41]を歴任。
- 1987年10月 - 富山県立大学 創設準備委員会 委員長[5][注釈 11]
- 1989年4月 - 富山県立大学 創設準備顧問[7]
- 1990年3月 - 東京電機大学 退職（同年4月より名誉教授）[41][7]
- 1990年4月 - 富山県立大学 学長（初代）[41][7]
- 1997年6月 - 富山県立大学 名誉教授[7]

## 受賞、栄典
- 1977年 - 東京都科学技術功労賞[5]
- 1986年 - 紫綬褒章[41]
- 1991年5月 - 自動車技術会名誉会員[42]
- 1996年 - 日本ロボット学会名誉会員推薦（名誉会長）[43]
- 1997年 - 勲二等瑞宝章[41]
- 2004年 - 1月30日付で従三位[5]
- 2012年 - 日本ロボット学会設立特別功労賞[44]

## 社会的活動
- 日本機械学会 - 第58期会長[31]（1980年4月2日 - 1981年4月1日）、名誉員（1986年推薦）[45]
- 日本ロボット学会 - 設立メンバー[44]、第1期会長[5]（1983-1984年度）、名誉会員（名誉会長、1996年選出）[43]
- 計測自動制御学会[46]
- 人間工学会 - カリキュラム検討委員会委員長[26]
- 日本ME学会[46]
- 航空宇宙学会[46]
- 日本IFToMM会議 - 設置準備委員会世話役、実行委員会委員長（1983-1988年度）[30]
- 自動車技術会 - 理事（1970年5月 - 1972年5月）、評議員（1972年5月 - 1978年5月）、名誉会員[42]
- 日本工学アカデミー - 会員[47]

## 著書

### 単著
- 『たのしい工作室』 小学館〈小国民シリーズ〉、1948年。
- 『機械力学 第1、第2』 鵜戸口英善ほか編、共立出版〈応用力学講座 6〉、1957-1958年、NCID BN1034875X。
- 『制御工学 1、2、3』 岩波書店〈岩波講座基礎工学 20〉、1967-1968年、NCID BN01827795
- 『藤井澄二論文選集』 藤井澄二教授還暦退官記念会、1982年1月、NCID BA71097276。

### 共著・翻訳
- A.J.ステパーノフ 著『遠心ポンプと軸流ポンプ』 白倉昌明、藤井澄二 訳、丸善、1956年、NCID BN04378224。
- K.S.ミラー 著『技術者の数学(1)』 佐藤常三、藤井澄二 訳、共立出版〈共立全書516〉、1959年、NCID BN02010769。
- K.S.ミラー 著『技術者の数学(2)』 佐藤常三、藤井澄二 訳、共立出版〈共立全書520〉、1960年、NCID BN02010769。
- デン・ハルトック（英語版） 著『機械振動論』 谷口修、藤井澄二 訳, コロナ社、1953年、NCID BN06576579[注釈 12]。
- 藤井澄二 ほか著『制御工学』 深海登世司、藤巻忠雄 監修、東京電機大学出版局、1985年9月。ISBN 4501101008。

### 講義ビデオ
- 『自励振動の話』 日本機械学会〈名講義シリーズ〉、丸善、1997年11月、ビデオテープ、ISBN 4888980845[17]

## その他著作

### 解説
（振動関連）
- 「流體機械のサージングの現象」『日本機械学会誌』第50巻第349号、1947年10月、278-282頁。
- 「流体機械のサージング現象(その2) ―サージング防止の方法―」『日本機械学会誌』第51巻第355号、1948年4月、151-155頁。
- 「回転軸の振動における抵抗の役割」『日本機械学会誌』第55巻第400号、1952年5月、298-301頁。
- 「非線型振動の最近の諸問題」『日本機械学会誌』第60巻第456号、1957年1月、26-29頁。
- 「圧縮機および送風機の振動とその防止法」『日本機械学会誌』第64巻第509号、1961年6月、888-893頁。
- 「機械工学における自励振動の最近の問題」『日本機械学会誌』第70巻第576号、1967年1月、104-111頁。
- 「不規則振動について」『日本機械学会誌』第73巻第621号、1970年10月、1327-1328頁。

（制御関連）
- 「サーボマニプレータの問題」『日本機械学会誌』第59巻第449号、1956年6月、476-479頁。
- 「バイラテラルサーボ機構の理論」『日本機械学会誌』第62巻第480号、1959年1月、64-69頁。
- 「高速度における自動車操縦の問題 ―アナログコンピュータによる解析―」『日本機械学会誌』第63巻第494号、1960年3月、396-401頁。
- 「自動制御教育について」『日本機械学会誌』第69巻第569号、1966年6月、656-658頁。
- 「制御しやすい機械の設計のための人間工学」『日本機械学会誌』第70巻第585号、1967年10月、1510-1518頁、井口雅一との共著。
- 「自動制御連合講演会とわが国の自動制御」『日本機械学会誌』第80巻第708号、1977年11月、1115-1117頁。

（その他）
- 「デンハルトグ先生のこと」『日本舶用機関学会誌』第18巻第12号、1983年12月、892-893頁。
- 「機械工学とその境界分野」『日本機械学会誌』第75巻第636号、1972年1月、5-6頁。
- 「工学教育について」『日本機械学会誌』第75巻第638号、1972年3月、315-316頁。

### 回想・展望
- 「自励振動の研究の動機と過程」『日本機械学会誌』第75巻第646号、1972年10月、 1503-1512頁。
- 「ロボット研究の回顧と展望」『日本ロボット学会誌』第1巻第1号、1983年4月、 4-8頁。吉本堅一との共著。
- 「ロボット研究の動機・経過・展望」『日本ロボット学会誌』第4巻第4号、1986年8月、 447-451頁。
- 「学びたい心、究めたい心」『日本機械学会誌』第91巻第831号、1988年2月、 129-135頁。國枝正春との共著。